# بيتر بنشلي
بيتر برادفورد بنشلي (بالإنجليزية: Peter Bradford Benchley) (ولد في 8 مايو عام 1940 وتوفي في 11 فبراير عام 2006): كان مؤلفًا أمريكيًا وكاتبًا مسرحيًا وناشطًا في الحفاظ على المحيطات. كتب روايته الأكثر مبيعًا بعنوان الفك المفترس، وساعد في كتابة الفيلم المقتبس عنها مع كارل غوتليب. اقتُبست عديدٌ من أعماله لاحقًا في كل من السينما والتلفاز، شملت كلًا من ذا ديب، وذا أيلاند، وبيست، ووايت شارك.
في وقت لاحق من حياته، أحس بنشلي بالندم لكتابته تلك الأعمال الأدبية التي لم تنقل الصورة الواقعية عن القروش، ما جعله يشعر بأنها شجعت على الخوف والقتل غير الضروري لمثل تلك المفترسات المهمة ضمن النظام البيئي المحيطي، وأصبح داعيًا للحفاظ على البيئة المائية.

## النشأة
كان بنيتلي ابن مارجوري (اسمها قبل الزواج: برادفورد) والمؤلف ناثانيل بنشلي، وحفيد مؤسس طاولة ألغونكين المستديرة روبرت بنشلي. يعمل أخوه الأصغر نات بنشلي كاتبًا وممثلًا. كان بيتر بنشلي خريجًا من مدرسة ألين ستيفنسون، وأكاديمية فيليبس إكستر، وجامعة هارفرد.
بعد تخرجه من الكلية في عام 1961، سافر بينشلي حول العالم مدة عام. حكى تجربته ضمن كتابة الأول، مذكرة رحلات بعنوان «وقتٌ وتذكرة»، نشرها هوتون ميفلين في عام 1964. بعد عودته إلى أمريكا، أمضى بينتلي ستة أشهر من الخدمة الاحتياطية في فيلق البحرية، ثم أصبح مراسلًا لصحيفة واشنطن بوست. في أثناء تناوله الطعام في أحد فنادق نانتاكيت، التقى بنشلي وينفرد «ويندي» ويسون، التي بدأ بمواعدتها وتزوجها العام المقبل، 1964. في ذاك الوقت، كان بنشلي في نيويورك يعمل محررًا تلفزيونيًا لمجلة نيوزويك. في عام 1967، أصبح كاتب خطابات في البيت الأبيض للرئيس ليندون ب. جونسون، وشهد ولادة ابنته تراسي.
مع انتهاء فترة ولاية جونسون في عام 1969، انتقل عائلة بنشلي من واشنطن وتنقلت بين منازل مختلفة، بما فيها جزيرة في ستونينغتون بولاية كونيتيكت، حيث ولد ابنه كلايتون في العام 1969. أراد بينشلي أن يكون بالقرب من نيويورك، وفي نهاية المطاف حصلت العائلة على منزل في بينينغتون بولاية نيوجيرسي عام 1970. لم يملك في منزله مساحة للمكتب، لذا استأجر بنشلي غرفة فوق شركة لإمدادات الفرن.

## الفك المفترس
في عام 1971، عمل بنشلي في عدة وظائف مستقلة وكافح لدعم زوجته وأطفاله. خلال تلك الفترة، التي وصف بنشلي نفسه فيها لاحقًا بأنه كان «يقوم بمحاولة أخيرة للبقاء على قيد الحياة بصفته كاتبًا»، نظم وكيله الأدبي اجتماعات مع الناشرين. تأرجح بنشلي بين فكرتين، كتاب غير خيالي حول القراصنة، ورواية تصور قرشًا يأكل البشر ويرهب المجتمع. تبلورت الفكرة في ذهن بنشلي لدى قراءته تقريرًا في الصحيفة حول رجل أمسك بقرش أبيض يزن 4550 باوندًا (2060 كيلوغرامًا) قبالة ساحل لونغ آيلاند في عام 1964. جذبت رواية القرش في نهاية المطاف رئيس تحرير دوبداي توماس كونجدون، الذي عرض على بنشلي مبلغًا مقدمًا قدره 1000 دولار لتقديمه أول 100 صفحة. كان عليه إعادة كتابة معظم أعماله، إذ لم يُعجب الناشر بالنبرة الأولية. عمل بنشلي شتاءً ضمن مكتبه في بينينغتون، وصيفًا في مزرعة دجاج في ستونينغتون. استوحى بنشلي فكرته من أسماك القرش البيضاء التي اصطيدت في الستينيات قبالة سواحل لونغ آيلاند وبلوك أيلاند من قبل قبطان سفينة مونتوك، فرانك موندس. 

## روابط خارجية
- بيتر بنشلي على موقع IMDb (الإنجليزية)
- بيتر بنشلي على موقع ألو سيني (الفرنسية)
- بيتر بنشلي على موقع ميوزك برينز (الإنجليزية)
- بيتر بنشلي على موقع أول موفي (الإنجليزية)
- بيتر بنشلي على موقع قاعدة بيانات الأفلام السويدية (السويدية)
- بيتر بنشلي على موقع إن إن دي بي (الإنجليزية)
- بيتر بنشلي على موقع قاعدة بيانات الفيلم (الإنجليزية)
- بيتر بنشلي على موقع كينوبويسك (الروسية)